# Roland Cycling Team
El Roland Cycling Team (código UCI: CGS) es un equipo ciclista femenino de Suiza de categoría UCI Women's WorldTeam, máxima categoría femenina del ciclismo en ruta a nivel mundial.

## Material ciclista
El equipo utiliza bicicletas Look, y componentes Shimano.

## Clasificaciones UCI
Las clasificaciones del equipo y de su ciclista más destacado son las siguientes:
| Temporada | Clasificación por equipos | Mejor corredor | Posición |
| 2018      |                           |                |          |

## Palmarés
Para años anteriores véase: Palmarés del Roland Cycling Team.

### Palmarés 2025

#### UCI WorldTour Femenino
| Fechas | Carreras | Ganadora |

#### Calendario UCI Femenino
| Fechas      | Carreras                              | Ganadora       |
| 1 de abril  | Gran Premio Boquerón (CRI)            | Petra Stiasny  |
| 2 de abril  | Prológo del Tour de El Salvador (CRI) | Tamara Drónova |
| 4 de abril  | 2.ª etapa del Tour de El Salvador     | Mia Griffin    |
| 10 de abril | Gran Premio Surf City                 | Kaja Rysz      |

#### Campeonatos nacionales
| Fechas      | Carreras                      | Ganadora    |
| 28 de junio | Campeonato de Irlanda en Ruta | Mia Griffin |

## Plantillas
Para años anteriores, véase Plantillas del Roland Cycling Team

### Plantilla 2025
| Integrantes del equipo 2025 | Integrantes del equipo 2025 | Integrantes del equipo 2025      | Integrantes del equipo 2025 |
| Corredor                    | Fecha de nacimiento         | Equipo previo                    |                             |
| --------------------------- | --------------------------- | -------------------------------- | --------------------------- |
| Antri Christoforou          | 2 de abril de 1992          | Human Powered Health (2023)      |                             |
| Morgane Coston              | 28 de diciembre de 1990     | Cofidis (2024)                   |                             |
| Tamara Drónova              | 13 de agosto de 1993        |                                  |                             |
| Giulia Giuliani             | 5 de julio de 2002          | A.S.D. K2 Women Team (2024)      |                             |
| Mia Griffin                 | 30 de diciembre de 1998     | DAS-Hutchinson-Brother UK (2024) |                             |
| Elena Pirrone               | 21 de febrero de 1999       | Valcar-Travel & Service (2022)   |                             |
| Vittoria Ruffilli           | 3 de abril de 2002          | A.S.D. K2 Women Team (2024)      |                             |
| Kaja Rysz                   | 10 de abril de 1999         | Lifeplus Wahoo (2024)            |                             |
| Petra Stiasny               | 10 de septiembre de 2001    | Fenix-Deceuninck (2024)          |                             |
| Sylvie Swinkels             | 31 de julio de 2000         | Coop-Hitec Products (2023)       |                             |
| Giorgia Vettorello          | 6 de julio de 2000          | Bepink (2023)                    |                             |
|                             |                             |                                  |                             |
| Fuente: ProCyclingStats     |                             |                                  |                             |